# 1. liga národní házené žen 2008/2009
1. liga národní házené žen 2008/2009 byla sezónou 1. ligy národní házené žen v letech 2008/2009.
Předchozí sezóna: 2007/08
Následující sezóna: 2009/10

## Stupně vítězů
| Zlato         | Stříbro        | Bronz          | 4 místo     |
| ------------- | -------------- | -------------- | ----------- |
| Sokol Tymákov | SK Chomutov NH | Sokol Dobruška | Sokol Krčín |

## Kouzlo play-off
Tato sezóna v 1. lize národní házené žen byla přímo učebnicovou ukázkou toho, jak soutěž play-off na konci ligy dokáže být někdy krutá a krásná zároveň. Házenkářky Chomutova vyhrály základní část ligy bez ztráty jediného bodu, přesto se na konci sezóny z 2. mistrovského titulu za sebou radovaly házenkářky Tymákova, které v základní části skončily až na 3. místě a ztratily v ní 13 bodů za 6 proher a 1 remízu (mj. Tymákov prohrál doma o 6 branek až s 9. Spartakem Modřany, který naopak za celou základní část vyhrál pouze 6 zápasů).

## Systém soutěže
Nejvyšší soutěže v národní házené žen na území ČR se v sezóně 2008/09 zúčastnilo celkem 12 klubů. Hrálo se dvoukolově systémem každý s každým, poté kluby na 1. až 4. místě postoupily do play-off, klub na 12. místě sestoupil přímo do oblastního přeboru a klub na 11. místě musel spolu s nejlepšími kluby z oblastních přeborů hrát kvalifikaci o 1. ligu pro další sezónu.

## Rozmístění klubů v jednotlivých krajích
| Kraj            | Počet klubů | Kluby                   |
| --------------- | ----------- | ----------------------- |
| Královéhradecký | 3           | Dobruška, Krčín, Náchod |
| Praha           | 2           | Modřany, Spoje          |
| Plzeňský        | 2           | Přeštice, Tymákov       |
| Ústecký         | 2           | Chomutov, Žatec         |
| Pardubický      | 1           | Hlinsko                 |
| Olomoucký       | 1           | Rokytnice               |
| Moravskoslezský | 1           | Studénka                |

## Tabulka
| Poř. | Tým                | Z  | V  | R | P  | VG  | OG  | B  |
| ---- | ------------------ | -- | -- | - | -- | --- | --- | -- |
| 1.   | SK Chomutov NH     | 22 | 22 | 0 | 0  | 464 | 330 | 44 |
| 2.   | Sokol Dobruška     | 22 | 17 | 1 | 4  | 465 | 344 | 35 |
| 3.   | Sokol Tymákov      | 22 | 15 | 1 | 6  | 427 | 329 | 31 |
| 4.   | Sokol Krčín        | 22 | 14 | 0 | 8  | 445 | 395 | 28 |
| 5.   | HK Hlinsko         | 22 | 11 | 3 | 8  | 387 | 376 | 25 |
| 6.   | TJ Přeštice        | 22 | 12 | 0 | 10 | 383 | 357 | 24 |
| 7.   | TJ Sokol Rokytnice | 22 | 11 | 1 | 10 | 388 | 401 | 23 |
| 8.   | TJ Šroubárna Žatec | 22 | 8  | 0 | 14 | 404 | 441 | 16 |
| 9.   | TJ Spartak Modřany | 22 | 6  | 2 | 14 | 232 | 257 | 14 |
| 10.  | TJ Spoje Praha     | 22 | 5  | 1 | 16 | 308 | 391 | 11 |
| 11.  | SK Studénka        | 22 | 3  | 1 | 18 | 223 | 357 | 7  |
| 12.  | SK Rubena Náchod   | 22 | 3  | 0 | 19 | 342 | 490 | 6  |

Poznámky:
- Z = Odehrané zápasy; V = Vítězství; R = Remízy; P = Prohry; VG = Vstřelené góly; OG = Obdržené góly; B = Body

Kvalifikace nebo sestup
|  | Postup do play-off                 |
|  | Účast v kvalifikaci o 1. ligu      |
|  | Přímý sestup do oblastního přeboru |

## Play-off

### 1. semifinále – vítěz SK Chomutov NH 36:30
- Krčín – Chomutov 20:18 (13:10)
- Chomutov – Krčín 18:10 (11:7)

### 2. semifinále – vítěz Sokol Tymákov 32:22
- Tymákov – Dobruška 20:13 (10:7)
- Dobruška – Tymákov 9:12 (5:8)

### O 3. místo – vítěz Sokol Dobruška 40:39
- Krčín – Dobruška 19:18 (14:9)
- Dobruška – Krčín 22:20 (13:12)

### Finále – vítěz Sokol Tymákov 29:29 (15:13 na branky venku)
- Tymákov – Chomutov 14:13 (8:6)
- Chomutov – Tymákov 16:15 (9:9)

## Kvalifikace o 1. ligu
Kvalifikaci o 1. ligu žen hrálo dohromady 6 klubů (předposlední tým 1. ligy a 5 nejlepších týmů z oblastních přeborů) Hrála se formou jednoho turnaje, který se uskutečnil v Brně na hřišti klubu Draken Brno. Tento turnaj se hrál jednokolově systémem každý s každým, poté se vyhodnotila tabulka turnaje a týmy na 1. a 2. místě postoupily do 1. ligy.
- Draken – Studénka 11:18
- Stará Ves – Čakovice 16:17
- Březno – Božkov 13:18
- Studénka – Čakovice 20:16
- Březno – Draken 14:12
- Božkov – Stará Ves 21:13
- Studénka – Březno 13:9
- Čakovice – Božkov 14:23
- Draken – Stará Ves 12:9
- Božkov – Studénka 15:6
- Březno – Stará Ves 17:11
- Čakovice – Draken 10:22
- Stará Ves – Studénka 10:16
- Draken – Božkov 16:15
- Čakovice – Březno 8:18

| Poř. | Tým                         | Z | V | R | P | VG | OG | B |
| ---- | --------------------------- | - | - | - | - | -- | -- | - |
| 1.   | TJ Božkov                   | 5 | 4 | 0 | 1 | 92 | 62 | 8 |
| 2.   | SK Studénka                 | 5 | 4 | 0 | 1 | 73 | 61 | 8 |
| 3.   | Sokol Březno                | 5 | 3 | 0 | 2 | 71 | 62 | 6 |
| 4.   | Draken Brno                 | 5 | 3 | 0 | 2 | 73 | 66 | 6 |
| 5.   | TJ Avia Čakovice            | 5 | 1 | 0 | 4 | 65 | 99 | 2 |
| 6.   | TJ Stará Ves nad Ondřejnicí | 5 | 0 | 0 | 5 | 59 | 83 | 0 |

## 5 nejlepších střelkyň ligy
| Poř. | Jméno                  | Klub     | Počet branek | Průměr branek na zápas |
| ---- | ---------------------- | -------- | ------------ | ---------------------- |
| 1.   | Petra Laštovičková     | Dobruška | 214          | 10,19                  |
| 2.   | Štěpánka Bonaventurová | Hlinsko  | 204          | 9,27                   |
| 3.   | Petra Bendová          | Tymákov  | 201          | 9,14                   |
| 4.   | Lenka Vintrová         | Náchod   | 189          | 8,59                   |
| 5.   | Monika Marková         | Krčín    | 158          | 7,52                   |